# Barney Kessel

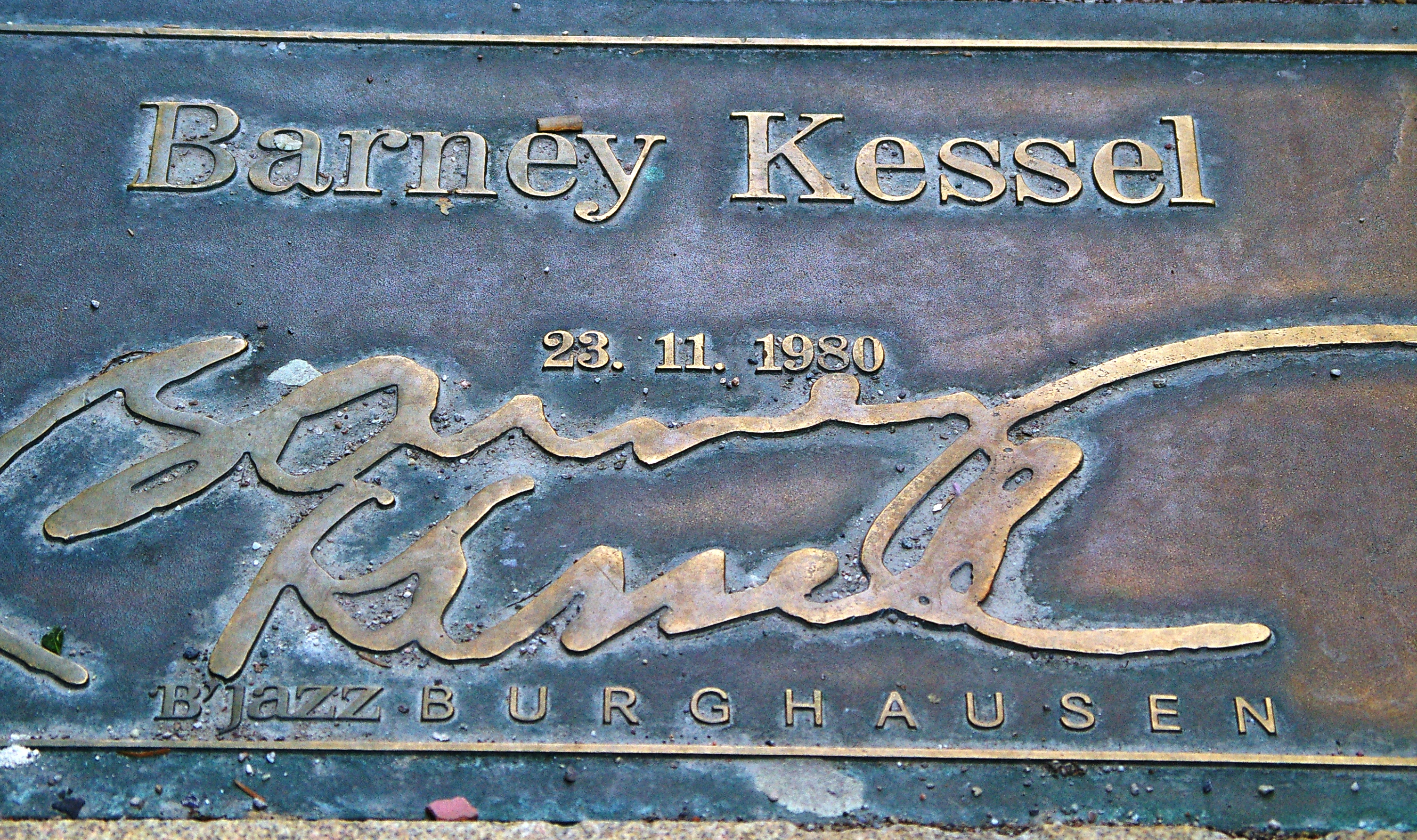
Emléktábla a burghauseni Hírességek utcájában

Barney Kessel (Muskogee, 1923. október 17. – San Diego, 2004. május 6.) amerikai dzsesszgitáros. Számos jelentős dzsesszegyüttes tagja volt.

## Pályakép
Kessel zsidó családban született; apja magyarországi bevándorló volt. Apjának cipőboltja volt. Barney Kessel egyetlen komoly zenei iskolája a három hónapig tartó gitárleckéje volt tizenkétéves korában. Pályáját tinédzserként turnézva kezdte helyi tánczenekarokkal. Tizenhatéves korában az Oklahoma A&M együttessel kezdett játszani. Ott azzal keltett igyelmet, és ő volt az egyetlen fehér zenész, aki az összes afroamerikai zenekarban játszott − fekete klubokban.
Az 1940-es évek elején Los Angelesbe költözött, ahol egy évig a Chico Marx big band  tagja volt. Szerepelt  a Jammin' the Blues című filmben (amelyben Lester Young is szerepelt. Nem sokkal ezután Charlie Barnet és Artie Shaw együtteseiben játszott. Napközben stúdiózenészként dolgozott, éjszaka pedig klubokban játszott.
1947-ben Charlie Parkerrel készültek felvételei. Az 1950-es évek elején egy évig az Oscar Peterson trió tagja volt. Egy sor albumot rögzített Ray Brownnal és Shelly Manne-nal The Poll Winners néven. Ők hárman gyakran megnyerték a Metronome és a DownBeat magazinok szavazásait.
Julie London Julie Is Her Name (1955) című albumának gitárosa volt, amelyen a Cry Me a River is rajta volt és egymillió példányban kelt el.
Az 1960-as években Kessel a Columbia Pictures-nél dolgozott. Olyan zenészekkel készített felvételeket, mint a The Monkees és a The Beach Boys, valamint Sonny Rollins és Art Tatum. Charlie Byrddel és Herb Ellisszel megalakította a Great Guitars együttest (2005).
Kessel az első számú gitáros volt az Esquire, a  Down Beat és a Playboy magazin szavazásain 1947-60 között.

## Lemezválogatás
- Vol. 1: Easy Like (1953/1955)
- Vol. 2: Kessel Plays Standards (1954/1955)
- Vol. 3: To Swing or Not to Swing (1955) és Sweets Edison, Georgie Auld, Jimmy Rowles
- The Tatum Group Masterpieces Vol. 5 (1955)
- Music to Listen to Barney Kessel by (1956)
- The Poll Winners (1957) és Shelly Manne, Ray Brown
- Let’s Cook! (1957)
- The Poll Winners Ride Again (1958) és [helly Manne, Ray Brown
- Kessel plays Carmen (1958)
- The Poll Winners Three! (1959) és Shelly Manne, Ray Brown
- Some Like It Hot (1959) és Art Pepper
- The Poll Winners – Exploring the Scene! (1960) és Shelly Manne, Ray Brown
- Barney Kessel’s Swingin’ Party at Contemporary (1960)
- Workin’ Out with the Barney Kessel Quartet (1961)
- Barney Kessel Trio Live in Los Angeles at P.J.’s Club (Live-1965-1973)
- Feeling Free (1969) és Bobby Hutcherson, Elvin Jones
- Reflections In Rome és Giovanni Tommaso, Daniel Humair & Vincenzo Restuccia
- The Poll Winners – Straight Ahead (1957) és Shelly Manne, Ray Brown
- Great Guitars (Barney Kessel, Herb Ellis és Laurindo Almeida, 1975 live) 2008
- Solo (1981)
- Spontaneous Combustion (1987) és Monty Alexander Trio
- Red Hot and Blues (1988) és Bobby Hutcherson, Kenny Barron, Rufus Reid, Ben Riley

## Filmek
- Barney Kessel az IMDb-n

## Fordítás
Ez a szócikk részben vagy egészben  a   Barney Kessel című angol Wikipédia-szócikk ezen változatának fordításán alapul.  Az eredeti cikk szerkesztőit annak laptörténete sorolja fel. Ez a jelzés csupán a megfogalmazás eredetét és a szerzői jogokat jelzi, nem szolgál a cikkben szereplő információk forrásmegjelöléseként.